# Cofradía de la Entrada de Jesús en Jerusalén (Albalate del Arzobispo)
La Cofradía de la Entrada de Jesús en Jerusalén de Albalate del Arzobispo es una cofradía de Teruel, que saca la peana de la Burrica durante la Semana Santa.
En los primeros años esta peana solía ser sacada por los quintos del pueblo. Con el tiempo acompañaron el paso niñas vestidas de hebreas.
La sección de tambores y bombos se incorporó en 1984 lo que supuso el paso definitivo para que se constituyese la Cofradía de la Entrada de Jesús en Jerusalén.
Los cofrades visten túnica morada, capa, botonadura y cíngulo blancos y cubretambor blanco con flecos dorados.
Procesionan con un paso a ruedas, el de la Burrica, imagen posterior a la guerra civil española y que representa a Jesús subido a lomos de una burra. Fue tallada y dorada en el taller Lizalde de Zaragoza.
- Datos: Q5776283